# ئی.ال. فاج

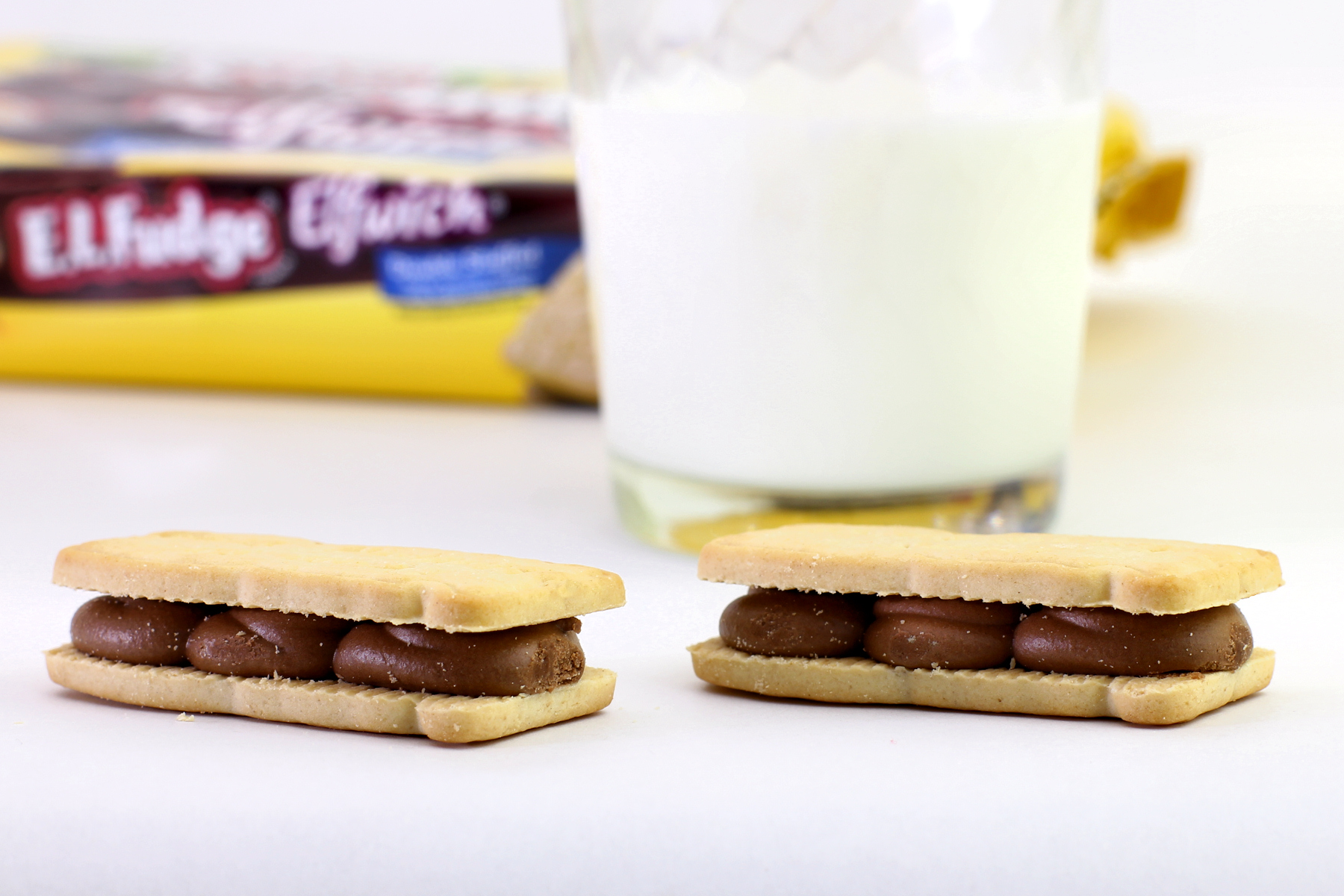

ئی. ال. فاج (انگلیسی: E.L. Fudge) یک تولیدکننده تنقلات آمریکایی است که در سال ۱۹۸۶ معرفی شد و توسط شرکت کیبلر، یکی از شرکت‌های تابعه فریرو تولید می‌شود. ئی.ال. فاج کلوچه‌های ساندویچی با طعم کره هستند که حاوی خامه فاج می‌باشد.